# Шанкар, Амала
Амала Шанкар (бенг. অমলা শংকর), в девичестве Амала Нанди (27 июня 1919, Джессор, Британская Индия — 24 июля 2020, Калькутта) — индийская танцовщица
. Жена танцора и хореографа Удая Шанкара, мать музыканта Ананды Шанкара и танцовщицы Маматы Шанкар и невестка музыканта и композитора Рави Шанкара. В 2011 году отмечена высшей наградой правительства Западной Бенгалии Банга Бибхушан.

## Биография
Родилась в Джессоре (ныне территория Бангладеш) 27 июня 1919 года. Её отец Акшай Кумар Нанди был занимался золотыми изделиями. Когда Амале было 11 лет, отец взял её с собой в Париж, где он участвовал в Международной колониальной выставке. Там они встретили танцевальную труппу Удая Шанкара вместе с его братьями и матерью Хемангини Деви. По её просьбе отец Амалы оставил девочку в труппе у неё на попечении.
Когда Удай Шанкар попросил Амалу выполнить несколько классических танцевальных движений, он был настолько впечатлен её мастерством, что поставил для нее танец «Калия Даман», с которым Амала стала выступать в Бельгии в 1931 году.
Когда в 1938 году Удай вернулся в Индию, чтобы основать собственный Индийский культурный центр в Алморе, Амала присоединилась к нему. К 1942 году центр закрылся из-за недостатка средств, а Удай загорелся идеей снять фильм об индийских танцах. В том же году он женился на Амале, и пара переехала в Мадрас, где занялась производством фильма. Именно Амала предложила назвать его индийским словом «Kalpana». Удай и Амала исполнили в фильме главные роли. Фильм, снятый на Gemini Studios, был выпущен в 1948 году, и хотя провалился в прокате, сегодня считается бесценным архивом танцев.
После провала фильма разочарованная пара с двумя детьми, Маматой и Анандом, переехала в Калькутту. После мирового турне в 1965 году Удай Шанкар основал новый Индийский культурный центр и назначил Амалу его директором. Амала работала в нём в течение следующих 50 лет, обучая, выступая, ставя хореографию и наставляя три поколения танцоров.
Амала и Удай расстались за несколько лет до его смерти в 1977 году. Она также потеряла своего сына в 1999 году, когда ему было всего 57 лет.
Амала Шанкар оставалась активной до глубокой старости. В последний раз на сцену она вышла в 92 года, сыграв короля Джанаку в танцевальной драме Sita Swayamvar. После того как в 2015 году состояние её здоровья ухудшилось, ей пришлось закрыть и Культурный центр.
Скончалась в Калькутте 24 июля 2020 в возрасте 101 года.